# Тери Фокс
Теренс Стенли Фокс (енгл. Terrance Stanley Fox; Винипег, 28. јул 1958 — Њу Вестминстер, 28. јун 1981) је био канадски атлета и хуманитарац. Године 1980, послије што му је једна нога ампутирана због рака, почео је своју трку преко читаве Канаде да би прикупио новац за истраживање рака и подигао свијест о тој болести. Послије 143 дана и пређених 5373 километра Фокс је колабирао и касније умро у болници. Ипак, његови напору су му донијели свјетску славу, и годишње трке под именом Терија Фокса се одвијају у преко 60 земаља свијета. Преко 500 милиона канадских долара је досад прикупљено под његовим именом за истраживање рака.
Фокс је био тркач на дуге стазе и играч кошарке за своју средњу школу у Порт Коквитламу у Британској Колумбији, и касније за универзитет Сајмон Фрејзер. Његова десна нога је ампутирана 1977. послије дијагностицирања остеосаркома, рака костију. Наставио је да трчи користећи вештачку ногу, и да игра кошарку у инвалидским колицима, побјеђујући у три национална шампионата.
1980. је почео Маратон Наде (Marathon of Hope), трку преко Канаде да прикупи новац за истраживање рака. Циљ му је био да скупи један долар за сваког од (тада) 24 милиона становника Канаде. Почео је са мало пажње у Сент Џонсу, Њуфаундленд у априлу и трчао је еквивалент пуног маратона сваки дан. До тренутка уласка у Онтарио, Фокс је постао национална звијезда, и сликан је много пута у друштву познатих у циљу прикупљања средстава. Морао је да прекине своју трку ван Тандер Беја, Онтарио када је колапсирао, а у болници је нађено да се рак проширио на његова плућа. Умро је девет мјесеци касније.
Фокс је најмлађи прималац признања под именом Companion of the Order of Canada. Добио је и Lou Marsh Award за 1980. као најбољи спортиста године, и проглашен је за Canada's Newsmaker of the Year 1980. и 1981. Фокс у Канади има статус националног хероја, и многе зграде, путеви и паркови носе његово име широм земље.